# Сакаи Токурэй, Иоанн
Иоанн Сакаи Токурэй (яп. イオアン酒井篤礼, 1835, Курихара — 1882, Мориока) — доктор, один из первых православных японцев.

## Биография
Изучал медицину у доктора Огаты Коана в Сэмбе в Осаке в школе европейских наук Тэкидзюку, потом занимаясь врачебной деятельностью в Хакодате, был другом в то время синтоистского жреца святилища Симмэйгу Савабэ Такумы, в 1868 году, когда христианство было под запретом, вместе с Савабэ крестившийся у священника Православной Российской церкви Николая, настоятельствовавшего при российском консульстве в Хакодате, и ставший одним из первых православных японцев. Позже крестились его жена и дети. В следующем году был схвачен за незаконное миссионерство в своём родном городе и приговорён к 2 годам тюрьмы. В 1875 году в Гангандэре был рукоположен в дьяконы епископом Павлом. Вернувшись домой, построил временный храм (позже уничтоженный) и продолжил миссионерствовать под гонениями, в то же время продолжая карьеру врачевания. В 1882 умер в возрасте 46 лет.